# Microvelia buenoi
Microvelia buenoi är en insektsart som beskrevs av Drake 1920. Microvelia buenoi ingår i släktet Microvelia och familjen vattenlöpare. Arten är reproducerande i Sverige. Inga underarter finns listade i Catalogue of Life.